# Слушай вместе с мамой
Слушай вместе с мамой (англ. Listen with Mother) — детская радиопередача, созданная BBC, транслировалась между 1950 годом и до 1982 года. Программа была создана Фридой Лингстрон. В течение нескольких лет её вели Дафна Оксерфорд, Джулия Ланг, Дороти Смиф и др. В программе принимали участие многие знаменитые детские писатели, в том числе и Дороти Эдвардс.
Программа, продолжительностью пятнадцать минут, выходила по будням в 13.45, перед программой «Час женщины». Состояла она из рассказов, песен, стихов для детей до пяти лет (и их матерей). На пике популярности слушателями программы были более миллиона человек. В дальнейшем программу перевели на BBC Home Service (позднее переименованную в BBC Radio 4).
Музыкальная композиция, звучавшая в программе, а позднее ставшая её символом, была написана Габриэлем Форе для фортепьянного дуэта.

## Вы удобно устроились?
Обычно программа начиналась со слов «Вы удобно устроились? Тогда я начну». Изначально этот вопроса не должно было быть, но Джулия Ланг решила сымпровизировать, введя его в программу. После чего он стал настолько известным, что попал в Оксфордский словарь цитат.